# Lusiana
Lusiana est une ancienne commune italienne située dans la province de Vicence en Vénétie. Depuis 2019, elle fait partie de la commune de Lusiana Conco.

## Géographie
L'ancienne commune est située au nord de la province de Vicence, sur le haut plateau d'Asiago dans les Préalpes vicentines. Elle comprenait les hameaux de Campana, Covolo, Laverda, Piazza et Santa Caterina.

## Histoire
Le 20 février 2020, Lusiana fusionne avec Conco pour former la nouvelle commune de Lusiana Conco.

## Culture et patrimoine
L'église San Giacomo contient une œuvre de Jacopo Bassano La descente du Saint Esprit, datée de 1551.

## Personnalité liée à la commune
Sonia Gandhi (en italien : Antonia Edvige Albina Màino)  est née dans ce village, dans le petit ancien quartier (italien : « contràda ») « Maini », même appelé « rue Maini », où les familles avec le nom « Màino » vivent depuis de nombreuses générations,,,,.